# 200 km/h in the Wrong Lane
200 km/h In the Wrong Lane (200 km/h en dirección contraria) es el primer álbum de estudio en idioma inglés del dueto ruso t.A.T.u., publicado el 7 de octubre del año 2002. El género de este disco es variado: mezcla un poco de rock, pop, dance y electrónica. Este disco fue editado dos veces; en la última versión solo se le agregó la canción Ne Ver, Ne Boysia. Llegó a ser Disco de Oro en Estados Unidos y Reino Unido. En Japón llegaron a vender más de un millón de copias y obtuvieron en diamante. Las ventas mundiales del álbum fueron de 13 000 000 de copias vendidas.

## Lista de canciones
| N.º | Título                                   | Letras                                              | Música                      | Duración |  |
| 1.  | «Not Gonna Get Us»                       | Elena Kiper, Valeriy Polienko, Trevor Horn          | Sergio Galoyan y coautor    | 4:21     |  |
| 2.  | «All the Things She Said»                | Kiper, Polienko, Horn, Martin Kierszenbaum          | Galoyan y coautor           | 3:34     |  |
| 3.  | «Show Me Love»                           | Polienko, Kierszenbaum                              | Galoyan                     | 4:16     |  |
| 4.  | «30 Minutes»                             | Polienko, Kierszenbaum                              | Galoyan, Ivan Shapovalov    | 3:18     |  |
| 5.  | «How Soon Is Now?»                       | Morrissey, Johnny Marr                              | Morrissey, Marr             | 3:16     |  |
| 6.  | «Clowns (Can You See Me Now?)»           | Polienko, Horn                                      | Evgeni Kuritzyn, Shapovalov | 3:12     |  |
| 7.  | «Malchik Gay»                            | Anna Karasiova, Vadim Stepantzov, Kierszenbaum      | Galoyan                     | 3:09     |  |
| 8.  | «Stars»                                  | Aleksandr Vulyj, Kierszenbaum, Polienko, Shapovalov | Aleksandr Voitinskiy        | 4:08     |  |
| 9.  | «Я сошла с ума» (tr. «Ya soshla s uma»)  | Kiper, Polienko                                     | Galoyan y coautor           | 3:35     |  |
| 10. | «Нас не догонят» (tr. «Nas ne dogoniat») | Kiper, Polienko                                     | Galoyan y coautor           | 4:22     |  |
| 11. | «Show Me Love» (versión extendida)       | Polienko, Kierszenbaum                              | Galoyan                     | 5:09     |  |

| Pista adicional |                         |          |  |
| N.º             | Título                  | Duración |  |
| 12.             | «30 Minutes (remezcla)» | 5:53     |  |

| Pistas adicionales (Edición Reino Unido) |                                                                   |          |                        |          |  |
| N.º                                      | Título                                                            | Letras   | Música                 | Duración |  |
| 13.                                      | «Malchik Gay (remezcla de That Black)»                            |          |                        | 5:04     |  |
| 14.                                      | «Не верь, не бойся, не проси» (tr. «Ne ver, ne boisia, ne prosi») | Polienko | Mars Lasar, Shapovalov | 3:04     |  |

| Pistas adicionales (Edición Japón) |                                                                   |          |                        |          |  |
| N.º                                | Título                                                            | Letras   | Música                 | Duración |  |
| 13.                                | «Malchik Gay (remezcla de That Black)»                            |          |                        | 3:53     |  |
| 14.                                | «All the Things She Said (DJ Monk's Breaks Mix Edit)»             |          |                        | 3:48     |  |
| 15.                                | «Не верь, не бойся, не проси» (tr. «Ne ver, ne boisia, ne prosi») | Polienko | Mars Lasar, Shapovalov | 3:04     |  |

| Pista adicional (Ediciónes Europa, CD+DVD en México) |                                                                   |          |                        |          |  |
| N.º                                                  | Título                                                            | Letras   | Música                 | Duración |  |
| 13.                                                  | «Не верь, не бойся, не проси» (tr. «Ne ver, ne boisia, ne prosi») | Polienko | Mars Lasar, Shapovalov | 3:04     |  |

Ventas a Nivel Mundial 13.000.000
- La única diferencia entre las dos versiones es la canción «Ne ver, ne boisia, ne prosi» y un DVD que contiene los videos «All the Things She Said», «Not Gonna Get Us» y «How Soon Is Now?» También en esta versión se incluyeron stikers y póster similar a la tapa del single «All the Things She Said» dibujado en anime en que Yulia y Lena aparecen acostadas en una cama.

### 200 km/h in the Wrong Lane – 10 Year Anniversary Edition
| N.º | Título                                                   | Letras                                    | Música               | Duración |  |
| 1.  | «A Simple Motion»                                        | Polienko, Kierszenbaum                    | Lasar, Shapovalov    | 2:47     |  |
| 2.  | «Not Gonna Get Us»                                       | Kiper, Polienko, Horn                     | Galoyan              | 4:21     |  |
| 3.  | «All the Things She Said»                                | Kiper, Polienko, Horn, Kierszenbaum       | Galoyan              | 3:34     |  |
| 4.  | «Show Me Love»                                           | Polienko, Kierszenbaum                    | Galoyan              | 4:16     |  |
| 5.  | «30 Minutes»                                             | Polienko, Kierszenbaum                    | Galoyan, Shapovalov  | 3:18     |  |
| 6.  | «How Soon Is Now?»                                       | Morrissey, Marr                           | Morrissey, Marr      | 3:16     |  |
| 7.  | «Clowns (Can You See Me Now?)»                           | Polienko, Horn                            | Kuritzyn, Shapovalov | 3:12     |  |
| 8.  | «Malchik Gay»                                            | Karasiova, Stepantzov, Kierszenbaum       | Galoyan              | 3:09     |  |
| 9.  | «Stars»                                                  | Vulyj, Kierszenbaum, Polienko, Shapovalov | Voitinskiy           | 4:08     |  |
| 10. | «Я сошла с ума»                                          | Kiper, Polienko                           | Galoyan              | 3:35     |  |
| 11. | «Нас не догонят»                                         | Kiper, Polienko                           | Galoyan              | 4:22     |  |
| 12. | «Show Me Love» (versión extendida)                       | Polienko, Kierszenbaum                    | Galoyan              | 5:09     |  |
| 13. | «30 Minutes (remezcla)»                                  |                                           |                      | 5:53     |  |
| 14. | «All the Things She Said (remezcla de Fernando Garibay)» |                                           |                      | 4:01     |  |
| 15. | «Show Me Love (remezcla Fabricated)»                     |                                           |                      | 4:04     |  |

## Sencillos
- All The Things She Said lanzado en julio de 2002
- Not Gonna Get Us lanzado en noviembre de 2002
- Show Me Love lanzado solo en Polonia en noviembre de 2002
- 30 Minutes lanzado en marzo de 2003
- How Soon Is Now? lanzado en mayo de 2003

## Ventas
| Galardón          | País/Ventas |
| ----------------- | --- |
| -                 | Brasil 60.000 |
| Oro               | Austria 30.000 Australia 50.000 República Checa 25.000 Francia 200.000 Grecia 30.000 Malasia 25.000 Hungría 30.000 México 100.000 Singapur 25.500 Sudáfrica 40.000 España 90.000 Suecia 50.000 Turquía 40.000 EUA 900.000 Reino Unido 300.000 |
| Platino           | Alemania 300.000 Canadá 400.000 Finlandia 80,500 Hong Kong 70.000 Indonesia 70.000 Italia 160.000 Corea del Sur 76.000 Suiza 60.000 Taiwán 50.000                                                                                             |
| Millón o Diamante | Japón 2.000.000 Rusia 1.600.000 |

Ventas Mundiales: 13 000 000
Por certificaciones y referencias ver Certificaciones